# Oxinasphaera corypantha
Oxinasphaera corypantha är en kräftdjursart som beskrevs av Bruce1997. Oxinasphaera corypantha ingår i släktet Oxinasphaera och familjen klotkräftor. Inga underarter finns listade i Catalogue of Life.